# East Island (Hawaii)
East Island ist eine unbewohnte Insel von Hawaii im Atoll der French Frigate Shoals, welches zu den Nordwestlichen Hawaii-Inseln gehört. East Island liegt etwa 850 km nordwestlich der Insel Oʻahu und zählt zum Meeresschutzgebiet Papahānaumokuākea Marine National Monument.
Bis zu ihrer fast vollständigen Überflutung hatte East Island eine Landfläche von 4,5 ha.
Durch den Hurrikan Walaka Anfang Oktober 2018 wurde die Insel bis auf wenige Landmassen zerstört. Betroffen hiervon waren insbesondere die Bestände der Grünen Meeresschildkröte und der Hawaii-Mönchsrobbe, die die Insel für ihre Brutpflege nutzten.